# Stadion Čair
Das Stadion Čair (serbisch-kyrillisch Стадион Чаир), auch Gradski stadion Čair (Градски стадион Чаир; serbisch für „Städtisches Stadion Čair“), meist kurz Čair, ist ein Fußballstadion mit Leichtathletikanlage und Heimstätte des FK Radnički Niš, einem serbischen Fußballverein aus Niš, dessen Kapazität gegenwärtig 18.151 Sitzplätze beträgt. Das Stadion ist Teil des Sportski centar Čair, einem großen Sport- und Erholungsgebiet, das vor allem Trainings- und Wettkampfstätten für zahlreiche Sportarten anbietet.
Zwischen 2011 und 2013 wurde das Čair mit Unterbrechungen komplett renoviert und dafür umgebaut, um so den vom Fudbalski savez Srbije (FSS), dem Serbischen Fußball-Bund, und den von der FIFA bzw. UEFA vorgegebenen Sicherheitsstandards für nationale und internationale Fußballveranstaltungen sowie dem UEFA-Stadioninfrastruktur-Reglement gerecht zu werden. 
Der Bau der Westtribüne und die Stadionüberdachung wurde jedoch aufgrund von Fehlkalkulationen und der dadurch entstandenen finanziellen Engpässe noch nicht realisiert und vorerst eingestellt. Die Kapazität sollte ursprünglich nach unterschiedlichen Angaben zwischen 24.000 und 27.000 Sitzplätze betragen.
Eines der bedeutendsten Spiele, das im Stadion Čair ausgetragen wurde, war das Halbfinal-Hinspiel zwischen der Heimmannschaft und dem Hamburger SV im UEFA-Pokal 1981/82.

## Geschichte

### Altes Stadion (1955–2011)
Das Stadion Čair wurde in den 1950er-Jahren erbaut und am 28. September 1955 mit dem Spiel zwischen dem FK Radnički Niš und dem griechischen Verein Iraklis Thessaloniki eröffnet. Offiziell wurde es erst 1963 in Betrieb genommen. Vor dessen Erbauung befand sich dort eine Rennbahn. Das damalige Stadion sollte 20.000 Zuschauern Stehplätze bieten. Seit 1969 wird es vom Radnički Niš betrieben. Ab Anfang der 1980er fanden die ersten umfangreichen Renovierungen am Čair statt, bei der die Westtribüne überdacht und mit einer Loge ausgestattet wurde. Des Weiteren wurde eine Stadionsprechanlage durch das Unternehmen Ei installiert und Flutlichter durch das damalige jugoslawische Großunternehmen Mašinska Industrija Niš (MIN). Neben der Südtribüne wurde eine neue Umkleidekabine für die Profimannschaft errichtet, die sich zuvor unter der Osttribüne befand, und Räume für die Vereinsjugend.
Eines der bedeutendsten Spiele, die dort während dieser Periode ausgetragen wurden, war das Halbfinal-Hinspiel zwischen Radnički Niš und dem Hamburger SV im UEFA-Pokal 1981/82, das die Heimmannschaft vor 25.000 Zuschauern mit 2:1 für sich entscheiden konnte.
Ab den 1990er-jahren wurde nur noch kaum in das Stadion investiert, wodurch es verwahrloste und renovierungsbedürftig wurde. 1995 wurde schließlich die Nutzung der Ost- und Nordtribüne aus Sicherheitsgründen untersagt. 2006 wurden zwar 3.000 Sitzplätze auf der Westtribüne installiert, doch das Nutzungsverbot wurde 2008 auch auf die Südtribüne ausgeweitet. Das Stadion befand sich somit zum damaligen Zeitpunkt kaum in einem profifußballtauglichen Zustand. Es entbrannten Diskussionen über eine mögliche Renovierung des Čair. Pläne über Neubauten wurden diskutiert. Schließlich einigte man sich darauf, dass Stadion umfangreich zu renovieren. Schließlich entwickelte das Architektenbüro Nišprojekt aus Niš das Konzept des Umbaus, als Hauptteil der geplanten Renovierung. Der Umbau wurde am 30. März 2011 begonnen.

### Neues Stadion (2011–heute)
Das Čair wurde zwischen 2011 und 2013 mit Unterbrechungen komplett renoviert und dafür umgebaut, um so den vom Fudbalski savez Srbije (FSS), dem Serbischen Fußball-Bund, und den von der FIFA bzw. UEFA vorgegebenen Sicherheitsstandards für nationale und internationale Fußballveranstaltungen sowie dem UEFA-Stadioninfrastruktur-Reglement gerecht zu werden. Dafür bewilligten die serbische Regierung und die Stadt Niš rund 1,1 Milliarden serbische Dinar (ca. 11 Millionen Euro). Seitens des Serbischen Fußball-Bundes war nach der Renovierung die Austragung des WM-Qualifikationsspiels gegen Schottland am 23. März 2013 im Čair geplant, jedoch wurde das Spiel nach Novi Sad verlegt, da die Renovierung noch nicht abgeschlossen war, wo das Spiel im Stadion Karađorđe ausgetragen wurde und Serbien später mit 2:0 gewann.
Das Stadion wurde jedoch für die heimische Liga freigegeben und am 15. September 2012 wurde es mit dem Spiel gegen den FK Smederevo offiziell eröffnet. Zwar waren nur die West- und die Südtribünen freigegeben, jedoch gewann Radnički Niš die Begegnung vor 7000 Zuschauern mit 1:0. Der Bau der West- und die Stadionüberdachung wurde jedoch aufgrund von Fehlkalkulationen und der dadurch entstandenen finanziellen Engpässe noch nicht realisiert und vorerst eingestellt. Die Kapazität sollte ursprünglich nach unterschiedlichen Angaben zwischen 24.000 und 27.000 Sitzplätze betragen. Mittlerweile sind auch die Nord- und die Osttribüne freigegeben. Die Vollendung des Renovierungsprojekts werden weiterhin kontrovers diskutiert. 